# Saint-Georges (Lot-et-Garonne)
Saint-Georges település Franciaországban, Lot-et-Garonne megyében. Lakosainak száma 510 fő (2022. január 1.). Saint-Georges Bourlens, Cazideroque, Montayral, Saint-Vite, Trémons és Trentels községekkel határos.

## Népesség
A település népessége az elmúlt években az alábbi módon változott:
| Lakosok száma | 500  | 548  | 572  | 550  | 552  | 550  | 550  | 550  | 545  | 510  |
|               | 1968 | 1982 | 1990 | 2006 | 2013 | 2015 | 2017 | 2019 | 2020 | 2022 |